# Halopteris diaphana
Halopteris diaphana is een hydroïdpoliep uit de familie Halopterididae. De poliep komt uit het geslacht Halopteris. Halopteris diaphana werd in 1868 voor het eerst wetenschappelijk beschreven door Heller. 